# Truellum darrisii
Truellum darrisii är en slideväxtart som först beskrevs av Lev., och fick sitt nu gällande namn av Sojak. Truellum darrisii ingår i släktet Truellum och familjen slideväxter. Inga underarter finns listade i Catalogue of Life.